# Букшованный, Осип Иванович
О́сип Ива́нович Букшова́нный (укр. Осип Іванович Букшованний; 1 июня 1890, Жабье — 8 декабря 1937, Ленинград) — украинский и советский военнослужащий.

## Биография
Родился в посёлке Жабье Косивского повята (ныне Верховина). Окончил Коломыйскую гимназию, учился во Львовской политехнике. В августе 1914 года был призван в австрийскую армию в легион сечевых стрельцов, командуя сотней. 29 мая 1915 в Лисовичах был ранен и попал в русский плен, откуда сумел сбежать и выбраться в Турцию, а оттуда в Австро-Венгрию. Вернулся в 1916 году в Легион УСС, за героизм был награждён Немецким железным крестом с турецким полумесяцем. Осенью 1918 году возглавил легион УСС.
Участвовал в польско-украинской войне, руководил 1-й бригадой УСС в составе Украинской Галицкой Армии. Был одним из инициаторов Чортковской наступательной операции 1919 года. В апреле 1920 года перешёл на сторону РККА, прошёл Кожуховский концлагерь, после освобождения остался жить в СССР. Продолжил военную службу там, состоял в КПСС и КПЗУ. 
В 1933 году был арестован по обвинению в контрреволюционной деятельности (статья 54-11 УК УССР) и 23 сентября 1933 Судебной тройкой ГПУ УССР приговорён к 10 годам тюрьмы. Отбывал наказание на Соловецких островах. 25 ноября 1937 Особой тройкой УНКВД ЛО приговорён к расстрелу, приговор приведён в исполнение 8 декабря 1937.